# Hwanam Honsu
Hwanam Honsu (ur. 1320, zm. 1392) – koreański mistrz sŏn, uczeń i następca mistrza T’aego Pou.
W wieku 19 lat został mnichem buddyjskim. Przyczyniło się do tego przeżycie związane ze śmiercią jego przyjaciół i doświadczeniem nietrwałości życia.
Udał się w Góry Diamentowe i spędził tam całe swoje życie.
Pozostawił 33 oświeconych uczniów. Jego następcą został Kwigok Kagun (Kugok Kakhun).

## Linia przekazu Dharmy
Pierwsza liczba: kolejność w linii przekazu od Buddy. Druga liczba: kolejność linii przekazu od Bodhidharmy. Trzecia liczba: kolejność linii przekazu w danym kraju (w Korei od T’aego Poŭ)
- 56/29. Shishi Qinggong (1272–1352)
  - 57/30/1. T’aego Pou (1301–1382)
    - 58/31/2. Hwanam Honsu (1320–1392)
      - 59/32/3. Kugok Kakhun (bd)
        - 60/33/4. Pyŏkkye Chŏngsim (zm. 1492?)
          - 61/34/5. Pyŏksong Chiŏm (1464–1534)
            - 62/35/6. Puyong Yŏnggwan (1485–1567)
              - 63/36/7. Puhyu Sŏnsu (1543–1615)
                - 64/37/8. Pyŏgam Kaksŏng (1575–1660)
                  - 65/38/9. Ch’wimi Such’o (1590–1668)
                    - 66/39/10. Paegam Sŏngch’ong (1631–1700)
                      - 67/40/11. Muyong Suyŏn (1651–1719)

                  - 65/38/9. Hoeŭn Ŭngjun (1587–1672)
                  - 65/38/9. Paekgok Ch’ŏnŭng (1617–1680)

              - 63/36/7. Sŏsan Taesa Ch'ŏnghŏ Hyujŏng (1520–1604)